# Cerkiew Najświętszej Bogurodzicy Eleusa w Nesebyrze
Cerkiew Najświętszej Bogurodzicy Eleusa w Nesebyrze – zrujnowana prawosławna cerkiew w bułgarskim mieście Nesebyr, pochodząca z V lub VI wieku, zbudowana na planie bazyliki z narteksem i trzema apsydami o wymiarach 28 metrów na 18 metrów. Znacząco przebudowana w XIV w. na część kompleksu klasztornego. Poważnie uszkodzona w późnym średniowieczu, później była niszczona przez kolejne trzęsienia ziemi.